# Bistum Ogoja
Das Bistum Ogoja (lat.: Dioecesis Ogogiaensis) ist eine in Nigeria gelegene römisch-katholische Diözese mit Sitz in Ogoja.

## Geschichte
Das Bistum Ogoja wurde am 13. März 1938 durch Papst Pius XI. aus Gebietsabtretungen der Apostolischen Präfektur Calabar als Apostolische Präfektur Ogoja errichtet. Am 1. Januar 1955 wurde die Apostolische Präfektur Ogoja durch Papst Pius XII. mit der Apostolischen Konstitution Apostolicum zum Bistum erhoben. Das Bistum Ogoja gab am 1. März 1973 Teile seines Territoriums zur Gründung des mit der Apostolischen Konstitution Inter tot errichteten Bistums Abakaliki ab.
Das Bistum Ogoja ist dem Erzbistum Calabar als Suffraganbistum unterstellt.

## Ordinarien

### Apostolische Präfekten von Ogoja
- Patrick Joseph Whitney SPS, 1938–1939
- Thomas McGettrick SPS, 1939–1955

### Bischöfe von Ogoja
- Thomas McGettrick SPS, 1955–1973, dann Bischof von Abakaliki
- Joseph Edra Ukpo, 1973–2003, dann Erzbischof von Calabar
- John Ebebe Ayah, 2006–2014, dann Bischof von Uyo
- Donatus Edet Akpan, seit 2017